# Voulx
Voulx és un municipi francès, situat al departament de Sena i Marne i a la regió de Illa de França. L'any 2007 tenia 1.750 habitants.
Forma part del cantó de Nemours, del districte de Provins i de la Comunitat de comunes del Pays de Montereau.

## Demografia

### Població
El 2007 la població de fet de Voulx era de 1.750 persones. Hi havia 666 famílies, de les quals 188 eren unipersonals (84 homes vivint sols i 104 dones vivint soles), 193 parelles sense fills, 217 parelles amb fills i 68 famílies monoparentals amb fills.
La població ha evolucionat segons el següent gràfic:
Habitants censats

### Habitatges
El 2007 hi havia 874 habitatges, 697 eren l'habitatge principal de la família, 54 eren segones residències i 123 estaven desocupats. 762 eren cases i 112 eren apartaments. Dels 697 habitatges principals, 536 estaven ocupats pels seus propietaris, 145 estaven llogats i ocupats pels llogaters i 16 estaven cedits a títol gratuït; 7 tenien una cambra, 43 en tenien dues, 173 en tenien tres, 197 en tenien quatre i 277 en tenien cinc o més. 496 habitatges disposaven pel capbaix d'una plaça de pàrquing. A 298 habitatges hi havia un automòbil i a 306 n'hi havia dos o més.

### Piràmide de població
La piràmide de població per edats i sexe el 2009 era:
| Homes | Edats   | Dones |
| ----- | ------- | ----- |
| 1     | 95 o +  | 8     |
| 15    | 90 a 94 | 20    |
| 19    | 85 a 89 | 41    |
| 15    | 80 a 84 | 26    |
| 19    | 75 a 79 | 46    |
| 37    | 70 a 74 | 36    |
| 40    | 65 a 69 | 46    |
| 37    | 60 a 64 | 45    |
| 43    | 55 a 59 | 42    |
| 81    | 50 a 54 | 60    |
| 39    | 45 a 49 | 61    |
| 64    | 40 a 44 | 43    |
| 77    | 35 a 39 | 98    |
| 63    | 30 a 34 | 60    |
| 62    | 25 a 29 | 46    |
| 49    | 20 a 24 | 44    |
| 57    | 15 a 19 | 88    |
| 92    | 10 a 14 | 69    |
| 57    | 5 a 9   | 95    |
| 64    | 0 a 4   | 39    |

## Economia
El 2007 la població en edat de treballar era de 1.052 persones, 771 eren actives i 281 eren inactives. De les 771 persones actives 682 estaven ocupades (357 homes i 325 dones) i 87 estaven aturades (42 homes i 45 dones). De les 281 persones inactives 102 estaven jubilades, 93 estaven estudiant i 86 estaven classificades com a «altres inactius».

### Ingressos
El 2009 a Voulx hi havia 712 unitats fiscals que integraven 1.752 persones, la mediana anual d'ingressos fiscals per persona era de 18.197 €.

### Activitats econòmiques
Dels 88 establiments que hi havia el 2007, 1 era d'una empresa extractiva, 2 d'empreses alimentàries, 6 d'empreses de fabricació d'altres productes industrials, 12 d'empreses de construcció, 21 d'empreses de comerç i reparació d'automòbils, 6 d'empreses de transport, 4 d'empreses d'hostatgeria i restauració, 4 d'empreses financeres, 4 d'empreses immobiliàries, 6 d'empreses de serveis, 14 d'entitats de l'administració pública i 8 d'empreses classificades com a «altres activitats de serveis».
Dels 28 establiments de servei als particulars que hi havia el 2009, 1 era una oficina de correu, 2 funeràries, 2 tallers de reparació d'automòbils i de material agrícola, 1 autoescola, 1 paleta, 2 guixaires pintors, 3 fusteries, 3 lampisteries, 1 electricista, 1 empresa de construcció, 2 perruqueries, 3 restaurants, 4 agències immobiliàries, 1 tintoreria i 1 saló de bellesa.
Dels 9 establiments comercials que hi havia el 2009, 1 era un hipermercat, 3 botiges de menys de 120 m², 2 fleques, 1 una peixateria i 2 floristeries.
L'any 2000 a Voulx hi havia 9 explotacions agrícoles.

## Equipaments sanitaris i escolars
L'únic equipament sanitari que hi havia el 2009 era una farmàcia.
El 2009 hi havia 1 escola maternal i 1 escola elemental.

## Poblacions més properes
El següent diagrama mostra les poblacions més properes.